# لشبونة (مقاطعة وكيشا)
لشبونة، مقاطعة وكيشا (بالإنجليزية: Lisbon, Waukesha County, Wisconsin)‏ هي بلدة تقع بولاية ويسكونسن في الولايات المتحدة. تبلغ مساحتها 76.6 (كم²)، وترتفع عن سطح البحر 296 م، بلغ عدد سكانها 9359 نسمة في عام 2000 حسب إحصاء مكتب تعداد الولايات المتحدة وتصل الكثافة السكانية فيها 122.3 نسمة/كم2.

## أعلام
- ويليام إدواردز

## وصلات خارجية
- The US50 - Cities and Towns in Wisconsin State
- Wisconsin Cities and Towns, Facts, Map, Flag, Colleges, Government, and More